# Acid nitrơ
Acid nitrơ (công thức hóa học HNO
2) là một acid vô cơ yếu, chủ yếu tồn tại ở dạng dung dịch, khí và muối nitrat. Acid nitrơ tự do không ổn định và phân hủy nhanh chóng.